# Al-Ma'un
Al-Ma un "Os Obséquios" (do árabe: سورة الماعون) é a centésima sura do Alcorão e tem 7 ayats.